# Mnioes albispina
Mnioes albispina là một loài tò vò trong họ Ichneumonidae.